# Marsilea glomerata
Marsilea glomerata là một loài dương xỉ trong họ Marsileaceae. Loài này được C. Presl mô tả khoa học đầu tiên năm 1845.
Danh pháp khoa học của loài này chưa được làm sáng tỏ. 